# کاروانسرای گاگلکی
 کاروانسرای گاگُلَکی  آثاری تاریخی و باستانی در سره راه ارتباطی شهرستان لار، شهرستان بستک به شهرستان بندر لنگه واقع شده‌است.
این کاروانسرا در سر راه قافله رو (مالرو) واقع بوده، هم‌اکنون در کناره جادهٔ اتومبیل واقع شده‌است.
کاروانسرا دارای ساختاری متشکل از گِل، گچ و آجر و در بعضی از قسمت‌های پایهٔ دیوارها ساروج نیز به کار رفته‌است. کاروانسرا به صورت دو ایوانه‌ای ساخته شده بوده و از نظر قدمت به دورهٔ صفویه می‌رسد. متأسفانه قسمت عمدهٔ کاروانسرا ویران شده‌است، منتها آثار آن نشان دهنده جنب و جوش کاروانیانی است که در دوران بسیار دور از این نقاط آباد می‌گذشته‌اند و به سیر و سفر خود به سوی شهرهای شمال کشور ادامه می‌داده‌اند. گویند در کنار باراندازها چندین شبستان حجره و طاق نما وجود داشته، که مرکز اتراق صاحبان کالاها، باربران و ساربانان بوده‌است؛ ولی امروزه اثری از این اتاق‌ها به چشم نمی‌خورد.

## منبع
- محمدیان، کوخردی، محمد. (شهرستان بستک و بخش کوخرد) ج۱. چاپ اول، دبی: سال انتشار ۲۰۰۵ میلادی.